# Tourouvre au Perche
Tourouvre au Perche ist eine französische Gemeinde mit 2.989 Einwohnern (Stand 1. Januar 2022) im Département Orne in der Region Normandie. Sie gehört zum Arrondissement Mortagne-au-Perche und zum Kanton Tourouvre au Perche.
Sie entstand mit Wirkung vom 1. Januar 2016 als Commune nouvelle durch die Zusammenlegung der bisherigen Gemeinden Autheuil, Bivilliers, Bresolettes, Bubertré, Champs, Lignerolles, La Poterie-au-Perche, Prépotin, Randonnai und Tourouvre, die in der neuen Gemeinde den Status einer Commune déléguée haben. Der Verwaltungssitz befindet sich im Ort Tourouvre.

## Gliederung
| Ortsteil                    | ehemaliger INSEE-Code | Fläche (km²) | Einwohnerzahl zum 1. Januar 2022 |
| --------------------------- | --------------------- | ------------ | -------------------------------- |
| Tourouvre (Verwaltungssitz) | 61491                 | 24,01        | 1.490                            |
| Autheuil                    | 61016                 | 06,22        | .0111                            |
| Bivilliers                  | 61045                 | 04,15        | .0061                            |
| Bresolettes                 | 61059                 | 05,84        | .0023                            |
| Bubertré                    | 61065                 | 13,72        | .0127                            |
| Champs                      | 61090                 | 04,91        | .0071                            |
| Lignerolles                 | 61226                 | 05,28        | .0157                            |
| La Poterie-au-Perche        | 61335                 | 07,88        | .0134                            |
| Prépotin                    | 61338                 | 10,53        | .0120                            |
| Randonnai                   | 61343                 | 11,22        | .0695                            |

## Sehenswürdigkeiten
- Die Kirche Saint-Aubin in Tourouvre
- Die Kirche Notre-Dame in Autheuil
- Die Kirche Saint-Évroult in Champs
- Musée de l’émigration française au Canada

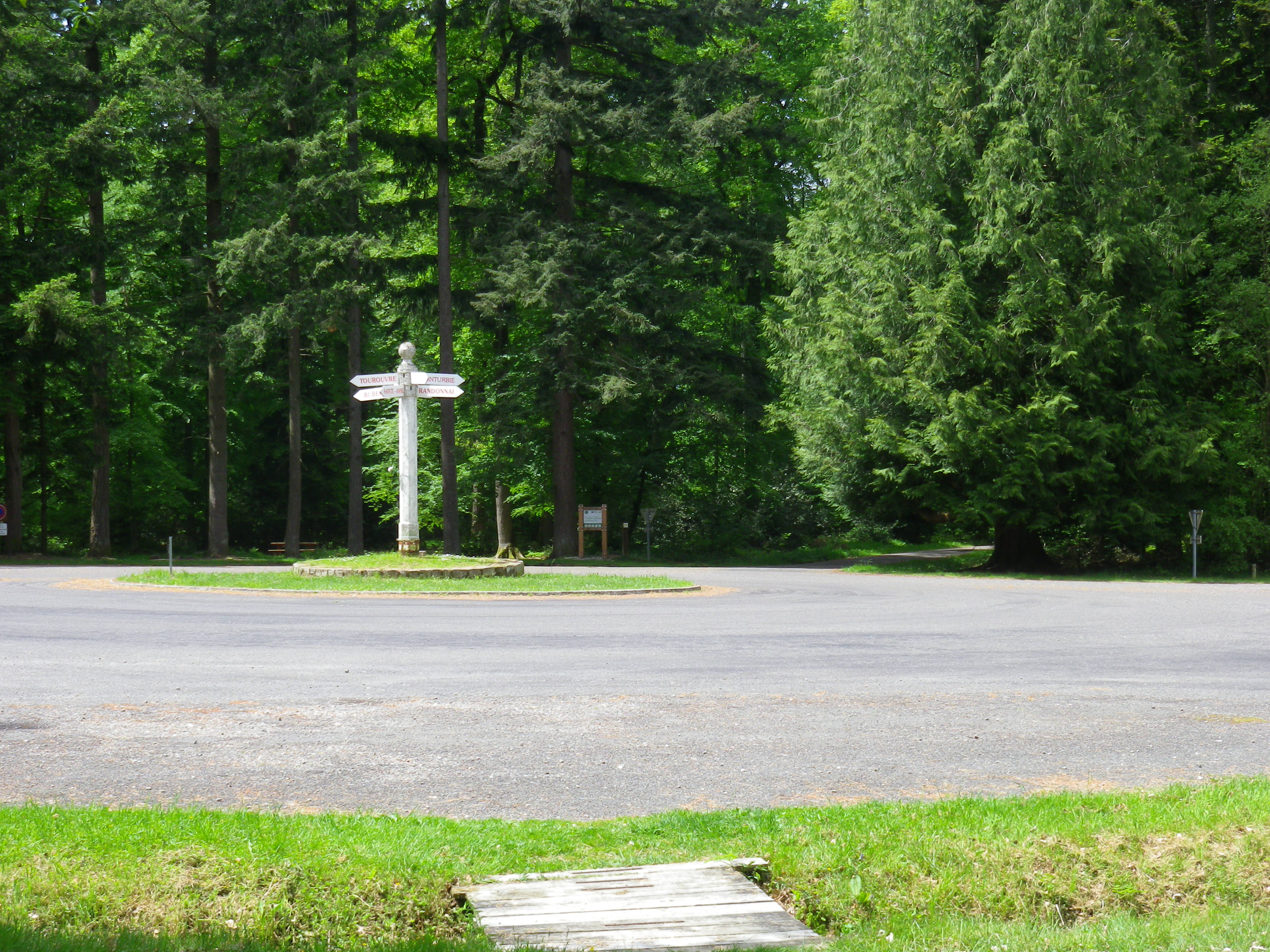
Das Naturschutzgebiet bei Tourouvre au Perche wird umgeben von Bresolettes, Bubertré, Prépotin und Randonnai.

- Naturschutzgebiet